# Pechowcy
Pechowcy (ang. Jinxed) – amerykańsko-kanadyjska komedia familijna z 2013 roku napisana przez Aury Wallington i wyreżyserowana przez Stephena Hereka. Wyprodukowana przez wytwórnię Pacific Bay Entertainment. Główne role w filmie zagrali Ciara Bravo (z Big Time Rush) oraz Jack Griffo (z Grzmotomocnych). Zdjęcia do filmu kręcono w Vancouver w Kanadzie.
Premiera filmu miała miejsce 29 listopada 2013 roku na amerykańskim Nickelodeon. W Polsce premiera filmu odbyła się 21 kwietnia 2014 roku na antenie Nickelodeon Polska.

## Fabuła
Film opowiada o losach nastoletniej dziewczyny zwanej Meg Murphy (Ciara Bravo), która żyje ze świadomością klątwy. Złowrogi czar sprawia, że bliskich Meg prześladuje ogromny pech. Jej rodzina musi zmagać się z wieloma wypadkami. Pewnego dnia dziewczyna odnajduje sposób na odwrócenie złej klątwy i w towarzystwie brata Charliego (Jacob Bertrand), wyrusza na pełną przygód wyprawę, aby na zawsze odmienić szczęście swojej rodziny i zacząć żyć w normalny sposób.

## Obsada
Źródło: Filmweb
- Ciara Bravo jako Meg Murphy
- Keegan Connor Tracy jako mama
- Jacob Bertrand jako Charlie Murphy
- Burkely Duffield jako Tommy
- Jack Griffo jako Brett
- Andrea Brooks jako Caitlin O’Leary
- Jay Brazeau jako dziadek
- Donavon Stinson jako tata
- Ben Sullivan jako mąż Caitlin
- Elena Kampouris jako Ivy

## Wersja polska
W wersji polskiej występują:
- Natalia Jankiewicz – Meg Murphy
- Beniamin Lewandowski – Charlie Murphy
- Józef Pawłowski – Brett Taylor
- Przemysław Wyszyński – Tom Murphy
- Julia Kołakowska-Bytner – Ivy
- Krzysztof Banaszyk – pan Murphy
- Anna Gajewska – pani Murphy
- Jan Kulczycki – dziadek Murphy

W pozostałych rolach:
- Jacek Wolszczak
- Klaudiusz Kaufmann
- Krzysztof Plewako-Szczerbiński

Wersja polska: na zlecenie Nickelodeon Polska
Nadzór merytoryczny: Katarzyna Dryńska
Lektor: Grzegorz Pawlak